# Björn Björkqvist
Björn Östberg, tidigare Björn Olof Samuel Björkqvist, född 25 februari 1979 i Norrlanda församling i Gotlands län, är en svensk, tidigare propagandachef för Nationalsocialistisk Front (NSF) och chefredaktör för partiets tidning Den Svenske Nationalsocialisten. Han var senare ansluten till Svenskarnas parti. 

## Biografi
Björkqvist härstammar från Gotland där han som tonåring var aktiv i Fosterländsk Ungdom, en rasideologisk organisation som även ställde sig negativ till droger och trafik innanför Visby ringmur.
Som 16-årig högerextremist deltog Björkqvist i en skoldebatt med grundaren till det antirasistiska Toleransprojektet, läraren Christer Mattsson, något som kom att kritiseras. Mattsson har i efterhand själv uttryckt ånger för sitt agerande då han i salen med härskartekniker och hån fick Björkqvists skolkamrater att skratta åt honom. Det har skrivits om detta tillfälle att Mattssons teknik var mobbning och att händelsen kan ha bidragit till att Björkqvist i ung ålder radikaliserades ytterligare.
Han blev med tiden engagerad i NSF och uppgav att de hade kristna grundvärderingar,  som han dock menar är nordiska grundvärderingar som anammats av kristna i Norden. 
Björkqvist är ett flertal gånger dömd till fängelse för hets mot folkgrupp. Han dömdes 1996 i Högsta domstolen, sedan han burit nazistiska märken på sin klädsel. Efter gymnasieutbildning i Visby flyttade han till Blekinge. Björkqvist var talare på det numera nedlagda nationalsocialistiska Folkets marsch i Stockholm, där han också greps av polis efter talet. 
Han meddelade 13 augusti 2010 att han skulle ställa upp i kommunvalet för Svenskarnas parti i Färgelanda kommun; partiet fick 51 röster vilket inte var tillräckligt för något mandat.
Den 25 december 2017 startade han Youtube-kanalen Björn Björkqvist, där han kommenterar aktuella samhällsfrågor. I början av januari 2020 hade kanalen mer än 10000 prenumeranter.